# Dolmen de Serra Mitjana
El Dolmen de Serra Mitjana és un monument megalític del límit dels termes comunals de Catllà i Eus, tots dos de la comarca del Conflent, a la Catalunya del Nord.
És al sector nord-oest de l'anomenada Serra Mitjana, al nord-oest d'Eus, al sud-oest de Coma i al nord de Catllà.
Fou esmentat per primer cop el 1994, publicat el 1996, per Yves Blaize. Es tracta d'un monument megalític molt desfet. Tanmateix, es reconeix que és de galeria catalana, orientada cap al sud.